# Dawit Seare
Dawit Seare (* 29. Dezember 2004) ist ein eritreischer Leichtathlet, der sich auf den Langstreckenlauf spezialisiert hat.

## Sportliche Laufbahn
Erste internationale Erfahrungen sammelte Dawit Seare im Jahr 2021, als er bei den U20-Weltmeisterschaften in Nairobi im Finale im 1500-Meter-Lauf nicht mehr an den Start ging. Bei den Straßenlauf-Weltmeisterschaften 2023 in Riga belegte er nach 13:21 min den vierten Platz über 5 km und im Jahr darauf belegte er bei den Afrikaspielen in Accra in 29:53,81 min den sechsten Platz im 10.000-Meter-Lauf. Zudem gelangte er über 5000 Meter mit 13:52,53 min auf Rang neun. Im August gelangte er bei den Olympischen Sommerspielen in Paris mit 13:31,50 min im Finale den 19. Platz im 5000-Meter-Lauf. 2025 gelangte er bei den Hallenweltmeisterschaften in Nanjing mit 7:49,49 min auf den zehnten Platz im 3000-Meter-Lauf.

## Persönliche Bestleistungen
- 3000 Meter: 7:37,52 min, 22. Mai 2024 in Bergen
  - 3000 Meter (Halle): 7:46,03 min, 25. Januar 2025 in Sollentuna
- 5000 Meter: 13:07,77 min, 22. Juni 2024 in Wien
- 10.000 Meter: 29:53,81 min, 19. März 2024 in Accra
- 5-km-Straßenlauf: 13:21 min, 1. Oktober 2023 in Riga
- 10-km-Straßenlauf: 27:21 min, 12. Januar 2025 in Valencia